# Galimatías
Un galimatías es un término usado para describir un lenguaje complicado y casi sin sentido, embrollado, lenguaje oscuro por la impropiedad de la frase o por la confusión de las ideas. Puede tener texto cifrado. Se usa cuando alguien trata de expresarse de una forma complicada. Su aplicación no tiene que ver con connotaciones de desconocimiento del lenguaje o entonación extranjera. Se refiere a las personas que inherentemente no hablan de forma clara.

## Etimología y orígenes
En el Tesoro de la Lengua Francesa se dice que esta palabra existe desde 1580 en los Ensayos de Michel de Montaigne, específicamente en el "Jargon de Galimathias" (jergas de Galimatías), Essais, éd. A. Thibaudet. y descalifica las demás etimologías propuestas y expone la más reciente hipótesis, del lingüista Henry R. Kahane, quien propone que se trataría de una expresión humanista extendida a partir de Bizancio, cuya base sería el griego Según Mateo y haría alusión a la genealogía de Cristo (Evangelio según Mateo, I, 1-17).
Aunque la Academia francesa lo mira con escepticismo, clasificándola como de origen incierto.
Así pues, la palabra galimatías llegaría a la lengua española via Francia (galimathias) del mismo significado, el cual era un discurso o escrito ininteligible para el oyente, éste a su vez viene del griego (κατά Ματθαῖον-kata matthaion), traducido como;
Según Mateo, de acuerdo con la Raepor la forma en que este apóstol comienza su Evangelio, posiblemente incomprensible para el no versado en las escrituras.
Siguiendo la hipótesis de Mateo, en Griego Ματθαῖον (Matthaion)y su forma corta Matías, del mismo significado
Esta palabra se deriva de la palabra Mattan (מתן) del hebreo (Caldeo/Arameo),
Ejemplo:
2 Abraham fue el padre de Isaac;

Isaac, padre de Jacob;

Jacob, padre de Judá y de sus hermanos;

3 Judá, padre de Fares y de Zera, cuya madre fue Tamar;

Fares, padre de Jezrón;

Jezrón, padre de Aram;

4 Aram, padre de Aminadab;

Aminadab, padre de Naasón;

Naasón, padre de Salmón;

5 Salmón, padre de Booz, cuya madre fue Rajab;

Booz, padre de Obed, cuya madre fue Rut;

Obed, padre de Isaí;

6 e Isaí, padre del rey David.

David fue el padre de Salomón, cuya madre había sido la esposa de Urías;

7 Salomón, padre de Roboán;

Roboán, padre de Abías;

Abías, padre de Asá;

16 y Jacob engendró a José, marido de María, de la cual nació Jesús, llamado el Cristo.

Joan Coromines dice que la palabra pudo venir del francés del nombre de José de Arimatea, por una corrupción de palabras entre Josephus ab Arimathea a Josephus a Barimathea, creando en las mentes de las personas un país imaginario llamado Barimatía, y de quien se atribuirían las jerigonzas incomprensibles derivando en galimatías.
Esta versión la tomaría María Moliner en su diccionario.

### Otras teorías
Para otros escritores,la palabra proviene de galli (latín para Gallo) y del griego matheies (μαθητής), significando entonces "la enseñanza del gallo, enseñándole al gallo".
Según esta versión, en la antigua Francia todo abogado hacía sus alegatos en latín, ante los jueces. Cuenta el relato que hubo un caso de un varón llamado Matías, quien peleaba por la propiedad de su gallo. El alegato se hizo grande, y el abogado gritaba repetidamente que era el gallo de Matías (gallus Mathías), dando este abogado un discurso muy enredado y no entendible.
Es posible que tal historia haya llegado por medio de la obra de José María Iribarren en El porqué de los dichos:
Y creciendo las porfías, que dieron lugar al fallo, pasando y pasando días, de Matías y del gallo, se formó galimatías.

### La RAE
Esta palabra ya aparece en el castellano desde 1742, en las Cartas eruditas de Benito Jerónimo Feijoo y Montenegro, que en un fragmento dice:
IV. Que los nuevos philósofos han caído en el galimathías, que reprehendían en los antiguos.
Para otros, la misma palabra podría venir del latín vulgar ballímathía, canción de la obra Ínhonestae cantatíones, de Isidoro de Sevilla.
En el Diccionario de la lengua española, de la Real Academia Española, aparece por primera vez la palabra galimatías, en su edición de 1843, inclinándose a la hipótesis de la jerga estudiantil de Gallus Mathias, y también en las posteriores ediciones de 1956 y 1984. Sin embargo, en las ediciones de 1989 y 1992 no aparece ninguna propuesta etimológica, sino hasta el 2001, con la versión del Evangelio según Mateo.[cita requerida]